# Shōta Fukuoka
Shōta Fukuoka (jap. 福岡 将太, Fukuoka Shōta; * 24. Oktober 1995 in Nishitōkyō, Präfektur Tokio) ist ein japanischer Fußballspieler.

## Karriere
Shōta Fukuoka erlernte das Fußballspielen in der Schulmannschaft der Jissen Gakuen High School. Von 2014 bis 2016 stand er bei Shonan Bellmare unter Vertrag. 2014 spielte der Club in der zweiten Liga, der J2 League. Ende 2014 wurde der Verein Meister der zweiten Liga und stieg in die erste Liga auf. 2014 spielte er zweimal in der J.League U-22 Selection. Diese Mannschaft, die in der dritten Liga, der J3 League, spielte, setzte sich aus den besten Nachwuchsspielern der höherklassigen Vereine zusammen. Das Team wurde mit Blick auf die Olympischen Sommerspiele 2016 in Rio de Janeiro gegründet. Die Auswahl der Spieler erfolgte auf wöchentlicher Basis aus einem Pool, für den jeder Verein förderungswürdige Talente benennen konnte; die Zusammensetzung der Mannschaft variierte daher sehr stark von Spiel zu Spiel.
Von 2015 bis 2016 wurde er an den Drittligisten Fukushima United FC nach Fukushima ausgeliehen. 2017 unterschrieb er einen Vertrag bei Tochigi SC. Der Verein aus Utsunomiya spielte in der dritten Liga, der J3 League. Ende 2017 wurde er mit Tochigi Vizemeister der J3 und stieg in die zweite Liga auf. 2019 nahm ihn der Ligakonkurrent Tokushima Vortis aus Tokushima unter Vertrag. Mit Vortis feierte er 2020 die Zweitligameisterschaft und den Aufstieg in die erste Liga. Nach nur einer Saison musste er mit Vortis als Tabellensiebzehnter wieder in die zweite Liga absteigen. Nach dem Abstieg verließ er den Verein und schloss sich im Januar 2022 dem Erstligisten Gamba Osaka an. Am 24. November 2024 stand er mit Gamba im Endspiel des Kaiserpokals. Hier verlor man 1:0 gegen Vissel Kōbe.

## Erfolge
Shonan Bellmare
- Japanischer Zweitligameister: 2014  ▲

Tochigi SC
- Japanischer Drittligavizemeister: 2017  ▲

Tokushima Vortis
- Japanischer Zweitligameister: 2020  ▲

Gamba Osaka
- Japanischer Pokalfinalist: 2024